# Радевича, Инета
Инета Радевича  (латыш. Ineta Radēviča; род. 13 июля 1981, Краслава, Латвийская ССР, СССР) — латвийская легкоатлетка, выступавшая прыжках в длину и тройном прыжке.
На европейском чемпионате U-23 в 2001 году Радевича завоевала бронзу. В 2010 году она установила новый национальный рекорд
Серебряный призёр чемпионата мира 2011 года в прыжках в длину (изначально заняла третье место, но после дисквалификации россиянки Ольга Кучеренко к Инете перешла серебряная награда). Завоевала золото на континентальном первенстве по легкой атлетике 2010, который проходил в Барселоне. Двукратная победительница студенческих игр США.
На Олимпийских играх 2012 года заняла 4-е место в прыжках в длину с результатом 6,88 м. 10 мая 2019 года МОК аннулировал результат спортсменки, показанный на Олимпийских играх 2012 года, после перепроверки допинг-пробы, сданной на Играх, и обнаружения в ней следов анаболического стероида оксандролона. 4-е место перешло к россиянке Людмиле Колчановой.
Тренировалась под руководством российского специалиста Евгения Тер-Аванесова.
В марте 2017 года была избрана на пост президента Латвийского легкоатлетического союза (ЛЛС). В ноябре 2018 года покинула свой пост после того, как оказалась замешанной в допинг-скандале на Олимпийских играх 2012 года. Вместо Инеты главой ЛЛС стал Арнис Лагздиньш.
Родители — известные в Латвии легкоатлеты: отец Валерий Радевич, мастер спорта СССР (спринтер), мать Инна Радевич, прыгунья в длину (впоследствии тренер спортшколы, первый тренер Инеты). Замужем за российским хоккеистом Петром Счастливым, проживает в Москве (Россия).